# Сіндзітай
Японська писемність
Ієрогліфи 漢字
Абетка 仮名
- Хіраґана 平仮名
- Катакана 片仮名
- Манйоґана 万葉仮名
- Хентайґана 変体仮名
- Джіндай моджі

Використання
- Фуріґана 振り仮名
- Окуріґана 送り仮名

Латиниця

Українська кирилиця
Сіндзітай або Шінджітай (яп. 新字体 しんじたい, досл. «Нова форма символів») це спрощені форми кандзі, що використовуються в Японії з часів затвердження списку Тойо Кандзі у 1946. Деякі нові форми у сіндзітай також наявні у Спрощених китайських ієрогліфів, але спрощення сіндзітай не настільки всеохоплюючі.
Сіндзітай було створено шляхом зменшення кількості рисок у кюдзітай («стара форма ієрогліфів») або сейджі (яп. 正字, «правильні/коректні символи») , які є не спрощеними ієрогліфами (зазвичай подібними до традиційних китайських ієрогліфів ). Це спрощення було досягнуто за допомогою процесу (подібного до процесу спрощеної китайської мови ) або заміни омпу (яп. 音符, «фонетичний символ»), що вказує на онйомі читання, іншим омпу з тим самим читанням, але меншою кількістю рисок, або заміну складного компоненту ієрогліфа на більш простий.
Відбулося кілька етапів спрощення, починаючи з 1950-х років, але офіційно затвердженими стали тільки ті що були у зміназ до списку Дзьойо кандзі в 1981 і 2010 роках. 

## Умови
У результаті післявоєнних реформ характеру були встановлені такі форми. Багато з них були засновані на широко використовуваних рукописних скороченнях рякуджі (яп. 略字, «скорочені символи») з довоєнної доби. 
| Кюдзітай | → | Сіндзітай | Онйомі            | Кунйомі             | Значення                   |
| -------- | - | --------- | ----------------- | ------------------- | -------------------------- |
| 鐵       | → | 鉄        | テツ тецу         | くろがね куроґане   | залізо                     |
| 與       | → | 与        | ヨ йо             | あた(える) ата(еру) | дати                       |
| 學       | → | 学        | ガク ґаку         | まな(ぶ) мана(бу)   | вивчати                    |
| 體       | → | 体        | タイ тай          | からだ карада       | тіло                       |
| 臺       | → | 台        | ダイ дай          |                     | п'єдестал                  |
| 國       | → | 国        | コクкоку          | くに куні           | країна, королівство, нація |
| 關       | → | 関        | カン кан          | せき секі           | ворота                     |
| 寫       | → | 写        | シャ шя           | うつ(す) уцу(су)    | копіювати                  |
| 廣       | → | 広        | コウ ко̄           | ひろ(い) хіро(і)    | широкий, просторий         |
| 狀       | → | 状        | ジョウ джьо̄       |                     | форма, стан                |
| 歸       | → | 帰        | キ кі             | かえ(る) кае(ру)    | повернутися                |
| 齒       | → | 歯        | シ ші             | は ха               | зуб                        |
| 步       | → | 歩        | ホ хо フ фу ブ бу | ある(く) ару(ку)    | ходити                     |
| 圓       | → | 円        | エンен            | まる(い) мару(і)    | кола, єна; круглий         |
| 區       | → | 区        | ク ку             | く ку               | район (адміністративний)   |

У 332 випадках ієрогліфи нового стандарту мають менше рисок, ніж старі форми, у 14 випадках їх стільки ж, а в 11 випадках вони мають на одну риску більше. Найбільшого спрощення зазнав ієрогліф 廳 → 庁, де було прибрано 20 рисок. 

### Неофіційні спрощення
Спрощення сіндзітай були офіційно застосовано лише до ієрогліфів у списках Тойо та Джьойо кандзі, а форми кюдзітай залишалися офіційними формами Хьоґайджі (яп. 表外字, Ієрогліфи відсутні у списках Дзьойо та Дзіммейо кандзі). Наприклад, ієрогліф 擧 (кьо, аґару, аґеру; підвищувати) було спрощено як 挙, але ієрогліф 欅 (кеякі; дзельква), який також містив 擧, залишився неспрощеним через свій статус Хьоґайдзі.
Незважаючи на це, в японських наборах ієрогліфів існують спрощені форми хьоґайдзі, які називаються розширений сіндзітай (яп. 拡張新字体) . Однак їх слід розглядати як неофіційні, і ця позиція підтверджується у звіті Національної мовної ради 2000 року про ієрогліфи, яких немає в списку Дзьойо кандзі.
Газета Asahi Shimbun ретельно спрощує хьоґайджі, а її власні спрощення називаються ієрогліфами Асахі. Наприклад, 痙攣 (Кейрен; судома, спазм, конвульсія) спрощено за моделлю 經→経 і 攣→挛. Також кажуть, що це було зроблено тому, що в епоху друку на друкарській машинці складніші кандзі не можна було чітко надрукувати.
Японські промислові стандарти (JIS) містять численні спрощені форми кандзі за моделлю спрощень сіндзітай, наприклад 﨔 (спрощена форма 欅); багато з них включені в Unicode, але відсутні в більшості наборів кандзі.
Рякудзі для використання у рукописному тексті, як-от спрощення для 門 (у спрощеній китайській мові це спрощення 门 стало офіційним) і 第 (який існує в Unicode як 㐧) не є частиною реформ сіндзітай і тому не мають офіційного статусу.

## Методи спрощення кандзі

### Затвердження курсивних форм
Курсивні і напівкурсивні форми кандзі були прийняті як сіндзітай. Приклади:
- 圖→図
- 觀→観
- 示 (ключ «культ предків») →礻
- 晝→昼

### Стандартизація та уніфікація форм ієрогліфів
ієрогліфи, в яких було два або більше варіантів, стандартизувалися як одна форма. Ієрогліф 島 (то̄, шіма; острів) також має варіантні форми 嶋 (все ще зустрічається у власних назвах) і 嶌, але лише форма 島 стала стандартною. Ключ 辶 раніше друкувався з двома крапками (як у хьоґайджі 逞), але писався з однією (як у 道), тому письмова форма з однією крапкою стала стандартною. Верхня 丷 частина ієрогліфів 半, 尊, і 平 раніше друкувався як 八 і писалася як 丷 (як у наведених вище прикладах), але стара друкована форма все ще наявна в ієрогліфах хьоґайджі 絆 і 鮃. Ієрогліф 青 (сей, шьо̄, ао; синій) колись друкувався як 靑 але писався 青, тому письмова форма стала стандартною; стара друкована форма все ще зустрічається у стандартній формі ієрогліфів хьоґайджі, таких як 鯖 і 蜻, але 青 використовується в деяких шрифтах.

### Зміна ієрогліфа, що вказує на онйомі читання
Ієрогліфи групи кейсей модзі (形声文字) містять семантичний компонент і фонетичний компонент. Було прийнято рішення замінити фонетичні компоненти омофонами, що мають менше рисок. Наприклад, 圍 було спрощено до 囲, тому що 韋 і 井 є омофонами.
Інші спрощення використовуючи цей спосіб включають 竊→窃, 廳→庁, 擔→担. Існують також нелітературні рукописні спрощення (інакше відомі як рякудзі), засновані на цій моделі, в яких різні ієрогліфи, відмінні від кандзі, використовуються як омпу, наприклад 魔 (ма; демон) [спрощення: ⿸广マ, 广+マ {Катакана ма}], 慶 (кей; радість) [⿸广K, 广+K], 藤 (то̄, фуджі; гліцинія) [⿱艹ト, 艹+ト {Катакана то}] і 機(кі; машина, можливість) [⿰木キ, 木+キ {Катакана кі}].

### Прийняття варіантних форм
У деяких випадках стандартний ієрогліф було замінено варіантним, який не є ані графічною варіацією, ані має спільне онйомі читання, але мав історичну підґрунтя для стандартизації. Приклади: 證 → 証 і 燈 → 灯, замінюючи 登 → 正 і 登 → 丁 відповідно. В обох випадках варіантний ієрогліф мав різне значення та різне читання, але все одно був прийнятий через меншу кількість рисок.

### Прибирання компонентів
Деякі кандзі було спрощено шляхом видалення цілих компонентів. Наприклад,
- 倠 частина 應 було прибрано, щоб стати 応
- 藝→芸
- 罐→缶
- 縣→県
- 絲→糸
- 蟲→虫
- 餘→余

### Додавання риски
Одинадцять кандзі були змінені шляхом додавання риски, що робить ієрогліф більш стандартним:
- 步→歩 (涉→渉, 頻→頻) – нижня частина набула стандартної форми 少. Однак, ієрогліф 捗 не був змінений.
- 賓→賓 – теж саме
- 卷→巻　(圈→圏) – нижня частина стала 己
- 綠→緑　(錄→録) – права верхня стає 彐
- 免 (勉, 晚→晩) – раніше середня риска була частиною лівої нижньої риски, тепер це дві окремі риски, таким чином нижня частина утворила стандартний компонент 儿
- 卑 (碑) – раніше маленька риска зверну зліва нижнього 十  була частиною вертикальної риски в 田, тепер це окрема риска.

## Невідповідності
Спрощення проводилося не однаково. По-перше, була спрощена лише вибрана група ієрогліфів (стандартні джьойо кандзі), а ієрогліфи поза цією групою (хьоґайдзі) загалом зберегли свою традиційну форму. Наприклад,賣, 續 та 讀 (причому правий елемент у двох останніх не є ідентичним, а лише графічно подібним) були спрощені як 売, 続 та 読 відповідно, але хьоґайджі 贖, 犢 та 牘, які містять той самий елемент (𧶠), вживаються у своїх неспрощених варіантах.
По-друге, навіть якщо деякі ієрогліфи були спрощені, подібне спрощення не завжди застосовується до всіх інших ієрогліфів. Наприклад, ієрогліф 龍, що означає «дракон», був спрощений окремо та в деяких складених ієрогліфах, але не в інших. Сам ієрогліф було спрощено до 竜, як і складений ієрогліф 瀧 («водоспад») →滝; однак спрощення не відбулося в ієрогліфах 襲 ("атака") і 籠 ("кошик"), хоча для останнього існує варіант розширеного сіндзітаю, 篭, який використовується на практиці досить часто замість офіційного варіанту, наприклад у 篭手 проти 籠手 ("рукавиця"). Зауважте, що незважаючи на спрощення, 龍 все ще можна знайти в японській мові.
І навпаки, ієрогліф 貫 («пронизити») не було спрощено, як і складений ієрогліф 慣 («звичний»), але в іншому складеному ієрогліфі 實 його було спрощено як 実 («істина»).
Так само, 卒 («випускник») було збережено неспрощеним як окремий ієрогліф, але в складених було спрощено до 卆, наприклад 醉 до酔 "п'яний"; 專 було спрощено до 云 у деяких ієрогліфах, таких як 傳 до 伝("передати") і 轉 до 転 («обертатися»), але воно набуває іншої форми в 團, де замість звичайної заміни фонетичного елемента для отримання очікуваного 囩 він скорочується до компонента 寸, який не має значення, утворюючи 団.
Остання реформа дзьойо кандзі 2010 року додала неузгодженості в цьому відношенні, оскільки в деяких випадках ключі, які раніше були однаково спрощені в списку джьойо, тепер вперше з’явилися у своїх традиційних варіантах у деяких нових ієрогліфах джьойо; всупереч попередній практиці, не було здійснено нових спрощень ієрогліфів, ймовірно, з огляду на встановлене використання списку ієрогліфів JIS, що охоплює десятиліття на даний момент. Порівняйте 飮→飲 ("пити") до 2010 дзьойо 餌 («корм, приманка»), або 錢→銭 ("монета") до дзьойо 箋 2010 року ("мітка"). Для останнього аналогічно спрощений 䇳 ієрогліф дійсно існує, але його, ймовірно, проігнорували через відсутність історії використання в японських списках ієрогліфів. З іншого боку, колишній розширений сіндзітай 艶 ("блиск") додано замість 艷.
Тим не менш, рекомендації, опубліковані урядом Японії, прямо дозволяють спрощення ієрогліфів на письмі та не заперечують використання альтернативних ієрогліфів в електронному тексті. 

## Спрощення Джьойо та Джіммейо канджі
У 2136 Дзьойо кандзі є 364 пари спрощених і традиційних ієрогліфів. Кандзі 弁 використовується для спрощення трьох різних традиційних кандзі (辨, 瓣, і 辯). З цих 364 традиційних ієрогліфів 212 досі використовуються як Джіммейо канджі в іменах. Список дзінмейо кандзі також включає 631 кандзі, які не є елементами списку дзьойо кандзі; 18 з них мають варіанти. Перелік традиційних і сучасних форм джьойо та джіммейо кандзі див. Кюдзітай.

### Традиційні ієрогліфи, які можуть викликати проблеми з відображенням
Через уніфікацію Хань деякі ієрогліфи сіндзітай об’єднані зі своїми кюдзітай формами. У дзьойо кандзі є 62 ієрогліфи, чиї кюдзітай форми можуть викликати проблеми з відображенням:
海 社 勉 暑 漢 神 福 練 者 都 器 殺 祝 節 梅 類 祖 勤 穀 視 署 層 著 諸 難 朗 欄 廊 虜 隆 塚 祥 侮 僧 免 卑 喝 嘆 塀 墨 悔 慨 憎 懲 敏 既 煮 碑 祉 祈 禍 突 繁 臭 褐 謁 謹 賓 贈 逸 響 頻
Ці ієрогліфи є уніфікованими ідеографами Unicode CJK, для яких стара форма (кюдзітай) і нова форма (сіндзітай) були уніфіковані відповідно до стандарту Unicode. Хоча старі та нові форми розрізняються за стандартом JIS X 0213, старі форми відображаються на Unicode CJK Compatibility Ideographs, які Unicode вважаються канонічними еквівалентами нових форм і можуть не розрізнятися програмним агентом. Таким чином, залежно від середовища користувача, може бути неможливо побачити різницю між старими та новими формами ієрогліфів. Зокрема, усі методи нормалізації Unicode об'єднують старі ієрогліфи з новими.
蘒 (U+8612), який не є дзьойо відображається як ієрогліф розширеного сіндзітаю; його кюдзітай відповідник вважається дублікатом і, таким чином, не є уніфікованим, навіть якщо деякі шрифти, такі як Source Han Sans, можуть розглядати його як уніфікований.

## Суперечки
Як один із суперечливих аспектів спрощеної китайської мови, деякі сіндзітай спочатку були окремими ієрогліфами з різними значеннями. Наприклад, кандзі 藝 (ґей; продуктивність, досягнення) було спрощено до 芸, але 芸 спочатку був окремим ієрогліфом, який мав онйомі читання ун. Багато оригінальних ієрогліфів, які були об’єднані, більше не використовуються в сучасній японській мові: наприклад, 豫 (йо, аракаджі(ме); заздалегідь) і 餘 (йо, ама(рі) ; надлишок) були об’єднані з予 і 余, відповідно, обидва архаїчні кандзі для займенника першої особи «я». Однак, 芸 створює проблему оскільки перша публічна бібліотека Японії, Унтей (芸亭) (побудована протягом періоду Нара), що  використовує цей ієрогліф. Цей ієрогліф також має значення в класичній японській літературі, і в японських книгах з історії доводилося розрізняти їх, записуючи «ун», використовуючи стару форму ключа 艹 (艸).

## Відмінності в спрощенні між китайською та японською мовами
Материковий Китай, Сінгапур, Малайзія та Японія спростили свої системи письма незалежно один від одного. Після Другої світової війни погані відносини завадили співпраці між двома націями. Традиційні китайські ієрогліфи все ще офіційно використовуються в Гонконзі, Макао, Тайвані і Південній Кореї (як додаток до хангилю, але не використовуються в Північній Кореї), а також багатьма китайцями за кордоном.
У китайській мові було спрощено набагато більше ієрогліфів, ніж у японській; деякі ієрогліфи були спрощені лише в одній мові, але не в іншій; інші ієрогліфи були спрощені однаково в обох мовах, інші по-різному. Це означає, що ті, хто хоче вивчити системи письма як китайської, так і японської, іноді повинні вивчити три різні варіанти одного ієрогліфа: традиційну китайську, спрощену китайську та сучасну японську (наприклад, 龍 - 龙 - 竜 для «дракона»).
| | Традиційна Китайська | Спрощена Китайська | Сучасна японська | Значення   |
| --- | -------------------- | ------------------ | ---------------- | ---------- |
| Жодного спрощення в обох мовах Однакові ієрогліфи, але відображення відрізняється в залежності від шрифту | 悲                   | 悲                 | 悲               | сумний     |
| Однакове спрощення в обох мовах                                                                           | 獻                   | 献                 | 献               | пропозиція |
| Спрощено лише у китайській мові                                                                           | 緊                   | 紧                 | 緊               | напруга    |
| Лише у японській мові                                                                                     | 惠                   | 惠                 | 恵               | користь    |
| Різні спрощення в китайській та японській мовах                                                           | 棧                   | 栈                 | 桟               | стек       |
| Спрощення у китайській більш радикальне                                                                   | 驅                   | 驱                 | 駆               | їздити     |
| Японське спрощення більш радикальне                                                                       | 圓                   | 圆                 | 円               | круглий    |

## Дивитись також
- Кюдзітай
- Рякудзі

- Портал «Японія»
- Портал «Мовознавство»

## Зовнішні посилання
- Канджі - Японські спрощення
- The 20th Century Japanese Writing System: Reform and Change by Christopher Seeley

### Конвертація ієрогліфів
- Простий Сіндзітай - Кюдзітай конвертатор
- Практичний конвертатор Сіндзітай - Кюдзітай - Спрощена китайська ієрогліфів
- Комплексний Сіндзітай - Кюдзітай конвертер
- конвертатор Сіндзітай - Кюдзітай - Спрощена китайська ієрогліфів з можливістю завантаження